# Nogent-sur-Loir
Nogent-sur-Loir är en kommun i departementet Sarthe i regionen Pays de la Loire i nordvästra Frankrike. Kommunen ligger i kantonen Château-du-Loir som tillhör arrondissementet La Flèche. År 2022 hade Nogent-sur-Loir 361 invånare.

## Befolkningsutveckling
Antalet invånare i kommunen Nogent-sur-Loir
| Referens: INSEE |